# Archie Hunter
Archibald „Archie“ Hunter (* 23. September 1859 in Joppa, Ayrshire; † 29. November 1894 in Aston, Birmingham) war ein schottischer Fußballspieler. Als Kapitän führte er Aston Villa im Jahr 1887 zum FA-Cup-Sieg und ersten Titelgewinn in der Vereinsgeschichte.

## Sportliche Laufbahn
Hunter erlernte das Fußballspielen in seiner schottischen Heimat bei Third Lanark in Glasgow und bei Ayr Thistle, einem Vorgängerverein des heutigen Ayr United. Von dort wollte er sich ursprünglich der Werksmannschaft des FC Calthorpe im englischen Wolverhampton anschließen, ließ sich dann aber von seinem Landsmann George Ramsay dazu überreden, zu Aston Villa nach Birmingham zu wechseln. Aston Villa befand sich damals noch in der Aufbauphase und war nicht die beste Adresse im jungen Fußballsport, aber Hunter sollte als künftiger Mannschaftsführer das stetig verstärkte Team nach schottischem Vorbild an die Spitze des englischen Fußballs führen.
Das erste Spiel für Aston Villa absolvierte Hunter im Oktober 1878 gegen den FC Queen’s Park, der unter anderem mit den Starspielern George Ker, Malcolm Fraser, James Richmond, Charles Campbell und John Kay nach Perry Barr kam. Obwohl er mit seiner neuen Mannschaft und an der Seite seines Bruders Andy Hunter eine gute Leistung bot, unterlag er dem schottischen Team deutlich. In dem folgenden Jahrzehnt war Hunter als Mittelstürmer maßgeblich daran beteiligt, dass sich Aston Villa national zu einer festen Größe entwickelte. In seiner Karriere gelangen ihm in 41 Pokalspielen insgesamt 33 Tore, wobei vor allem der FA-Cup-Erfolg im Jahr 1887 zu nennen ist. Dort schoss er in jeder Runde einen Treffer und seine Leistung beim 2:0-Finalsieg gegen West Bromwich Albion im Stadion The Oval am 2. April 1887 wurde in Zeitungsberichten aus dieser Zeit als entscheidend für den Titelgewinn eingestuft. Mit dem zweiten Tor in der letzten Minute sorgte er selbst für die Entscheidung im Endspiel.
Nach zehn Jahren bei Aston Villa, in denen er ausschließlich Pokal- und Freundschaftsspiele absolviert hatte, sorgte die Gründung der Football League im Jahre 1888 dafür, dass Hunter erstmals an einer nationalen Meisterschaftsrunde teilnahm. In der ersten Saison gewann er hinter Preston North End die Vizemeisterschaft. Deutlich schwächer startete die folgende Spielzeit, als sich Aston Villa in der unteren Tabellenhälfte festsetzte. Zu Jahresbeginn hatte das Team nur sechs der 18 Partien gewonnen und verlor beim FC Everton zudem deutlich mit 0:7. Weitaus tragischer als das Ergebnis war jedoch, dass Hunter kurz nach der Halbzeit mit einem Herzinfarkt zusammenbrach und so seine Karriere nach nur 32 Meisterschaftsspielen in der noch jungen Football League beenden musste. Auch der Traum von einem Länderspiel für die schottische Nationalmannschaft konnte damit nicht mehr erfüllt werden – der schottische Fußballverband hatte es zudem während dieser Zeit stets abgelehnt, in England spielende Schotten in die Auswahl zu berufen.

## Nach dem Fußball
Der Herzinfarkt traf Hunter derart schwer, dass er künftig das Bett hüten musste. Die erste englische Meisterschaft von Aston Villa erlebte er kurz vor seinem Tod im Alter von 35 Jahren noch mit. Wann immer es sein Gesundheitszustand erlaubte, bat er darum, in seinem Bett aufgerichtet zu werden, um so die Zuschauer zu beobachten, die sich auf dem Weg zum Spiel seines alten Vereins befanden.
In später Anerkennung seines Stellenwerts für den frühen englischen Fußballsport, nahm ihn der Football-League-Verband im Jahr 1998 in die Liste der „Football League 100 Legends“ auf.

## Erfolge
- Englischer Pokalsieger: 1886/87